# Direct Relief
Direct Relief (ранее Direct Relief International) — международная некоммерческая организация, занимающаяся улучшением качества жизни путём привлечения жизненно важных лекарственных препаратов и расходных материалов для местных медиков в нуждающихся регионах. Основана в 1948 году, базируется в Голета, Калифорния. По версии журнала Forbes, Direct Relief International — одна из двух благотворительных организаций, которые получили максимальную оценку эффективности по сбору средств в течение пяти лет подряд; также в рейтинге Forbes «50 крупнейших американских благотворительных организаций» занимает 22 место (2013). Действует в 72 странах мира, в 1100 клиниках в одном только США.
Эту организацию возглавляет президент и главный исполнительный директор Томас Тай (англ. Thomas Tighe), который вступил в должность в октябре 2000 г., став 34-м членом Совета директоров, и 11-м членом международного консультативного совета. В Соединенных Штатах Direct Relief классифицируется Службой внутренних доходов (IRS) в качестве 501(c)(3): не подлежащая налогообложению благотворительная организация.

## История
В 1945 году эстонский иммигрант Уильям Зимдин (англ. William Zimdin), накопивший значительные богатства в довоенной Европе, начал посылать тысячи посылок, содержащих продукты питания, одежду и лекарства для родственников, друзей и бывших сотрудников, которые занимались восстановлением жизни после Второй мировой войны, и 23 августа 1948 года он создал фонд Уильяма Зимдина в качестве калифорнийской некоммерческой организации.
После его смерти в 1951 году, венгерский иммигрант, деловой партнёр Зимдина Дезсо Карчаг (англ. Dezso Karczag) взял на себя управление организацией. В 1957 году организация изменила своё название на Direct Relief Foundation, а в 1982 г. была переименована в Direct Relief International.
В конце 1950-х и начале 1960-х годов Direct Relief получил множество просьб о помощи, связанных с вопросами здоровья. Руководство организации решило, что миссией Direct Relief станет оказание медицинской помощи находящимся в неблагоприятном положении группам населения, живущим в регионах с недостаточным уровнем медицинского обслуживания.
В 1962 году Direct Relief стал лицензированным в качестве оптовой аптеки, что привело к развитию строгих внутренних протоколов относительно пригодности видов продукции, инвентаризации, управления и квалификации подготовленных медицинских работников, а также позволило установить прочные связи с американскими компаниями, специализирующимися в сфере здравоохранения.
Начиная с 2000 года, Direct Relief выделило более 1,4 миллиарда долларов в качестве прямой помощи посредством медицинского оборудования и лекарств, а также целевых денежных грантов людям, нуждающимся во всем мире.
С 2018 по 2019 организация спонсировалась за счёт сборов средств в веб-сериале Far Lands or Bust.
Сегодня Direct Relief работает в более чем 70 странах мира.